# Rudolf Benz
Rudolf Benz (Zurigo, 22 dicembre 1810 – Zurigo, 14 giugno 1872) è stato un giudice e politico svizzero.

## Biografia
Figlio di Josef Benz, lavorante a ore, cantiniere e bottegaio. Presto costretto a guadagnarsi da vivere, autodidatta, frequentò l'Istituto di politica di Zurigo e seguì corsi alla facoltà di diritto dell'Università di Zurigo. Fu procuratore municipale, sostituto del procuratore pubblico cantonale fino al 1839, giudice della corte d'appello cantonale dal 1847 al 1848. Nel 1859 sposò Maria Margarethe Rahm, figlia di Johann Jakob Rahm, commerciante di vini.
Per il partito liberale fu deputato al Consiglio nazionale dal 1848 al 1869, Consigliere di Stato zurighese a capo della polizia dal 1848 al 1969, e Granconsigliere zurighese dal 1863 al 1869. Il 29 novembre 1848 venne sfidato a duello dal collega consigliere nazionale Giacomo Luvini, definito da Benz codardo per essere stato sconfitto e messo in fuga dalle forze di Uri durante la guerra del Sonderbund. Sebbene i duelli fossero proibiti a Berna, le forze di polizia si limitarono ad assistere senza interrompere lo scontro, e il duello si concluse con una leggera ferita di Benz alla mano.
Nell'esercito fu colonnello di Stato maggiore. Fu tra i fondatori della Società per la protezione e la sorveglianza dei detenuti rimessi in libertà. Per aver steso il codice penale del Canton Zurigo ottenne il dottorato honoris causa in legge dall'Università di Zurigo.

## Opere
- Der Rechtsfreund für den Kanton Zürich, oder Anleitung, die Rechtsgeschäfte in gehöriger Weise selbst besorgen zu können, Zurigo 1838
- Bericht der Direktion der Polizei an den h. Regierungsrath des Kantons Zürich betreffend die in der Kantonalstrafanstalt vorhandenen Uebelstände und die Mittel sie zu beseitigen, Zurigo 1856
- Entwurf eines Stragesetzbuches für den Kanton Zürich, mit begründenden und erläuternden Bemerkungen, Zurigo 1866
- Betrachtungen über die Todesstrafe: Auszug aus dem Benz'schen Kommentar zum zürcherischen Strafgesetzbuch, Zurigo 1871
- Das Strafgesetzbuch für den Kanton Zürich nebst dem Gesetz betreffend den Vollzug der Freiheitsstrafen, Zurigo 1871